# Hoplopleura confuciana
Hoplopleura confuciana är en insektsart som beskrevs av Blagoveshtchensky 1972. Hoplopleura confuciana ingår i släktet Hoplopleura och familjen gnagarlöss. Inga underarter finns listade i Catalogue of Life.